# Neoerysiphe
Neoerysiphe är ett släkte av svampar. Neoerysiphe ingår i familjen Erysiphaceae, ordningen mjöldagg, klassen Leotiomycetes, divisionen sporsäcksvampar och riket svampar.
Arter enligt Catalogue of Life:
- Neoerysiphe chelones
- Neoerysiphe cumminsiana
- Neoerysiphe galeopsidis
- Neoerysiphe galii
- Neoerysiphe geranii
- Neoerysiphe rubiae
- Neoerysiphe hiratae
- Neoerysiphe joerstadii
- Neoerysiphe nevoi
- Neoerysiphe kerribeeensis

## Källor

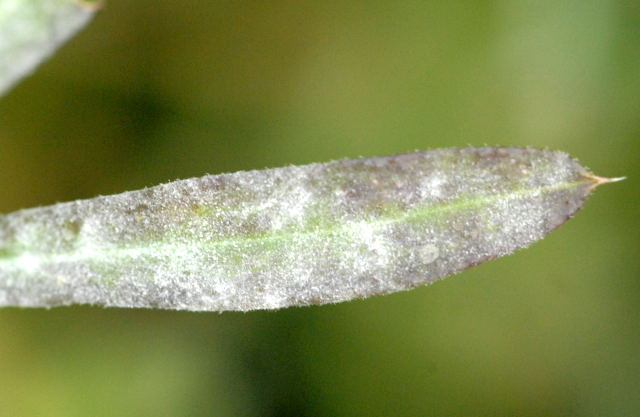
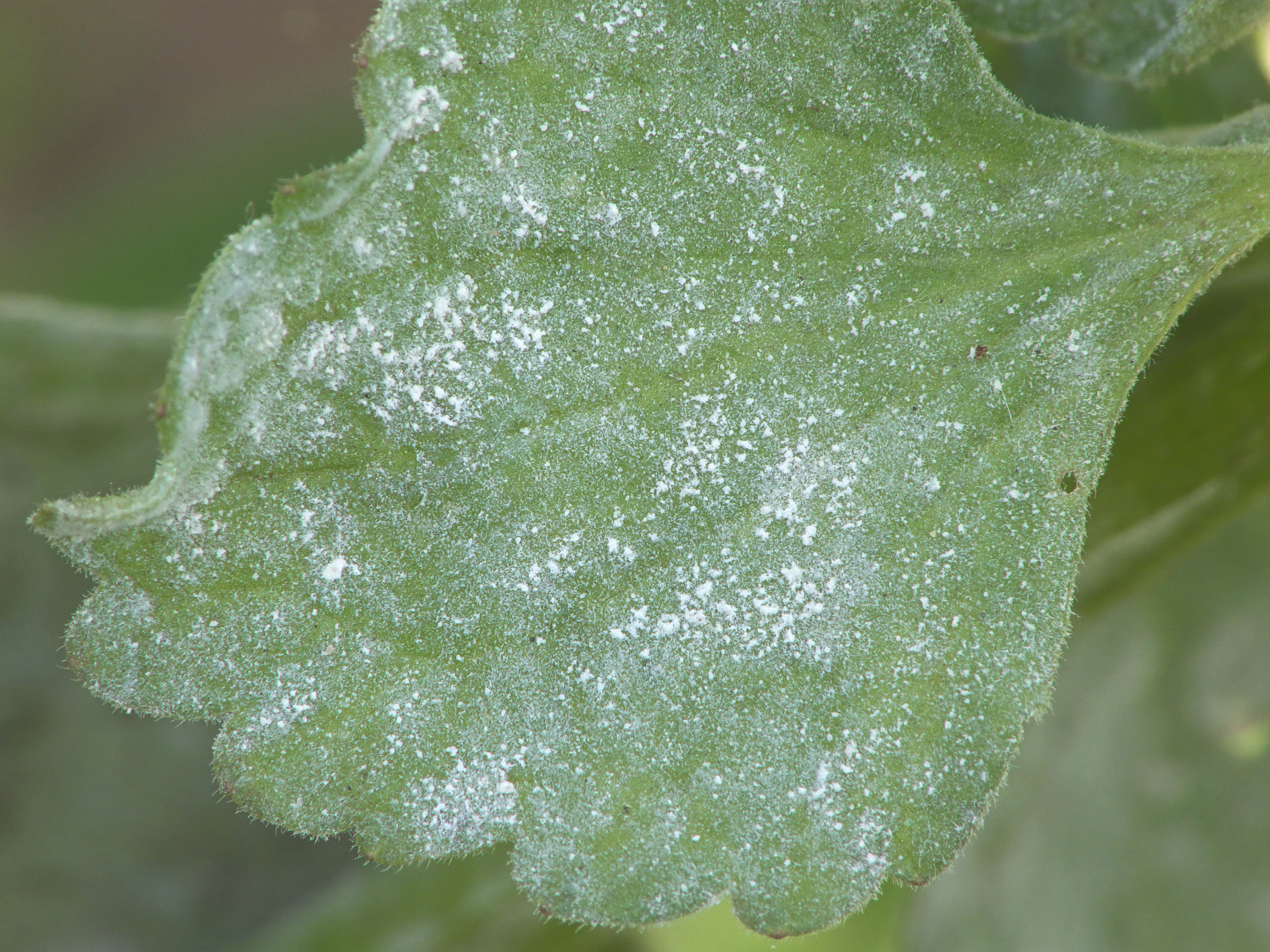
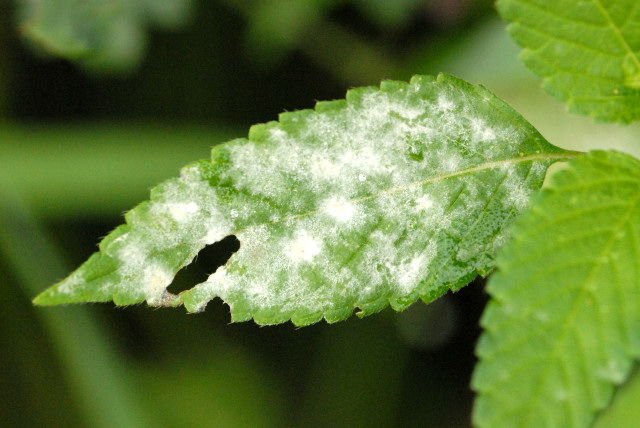
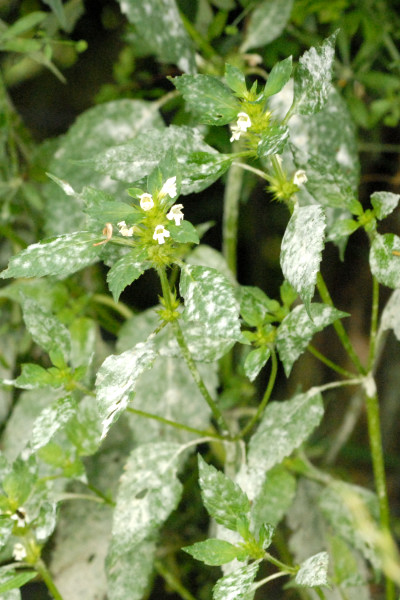